# 우성여객

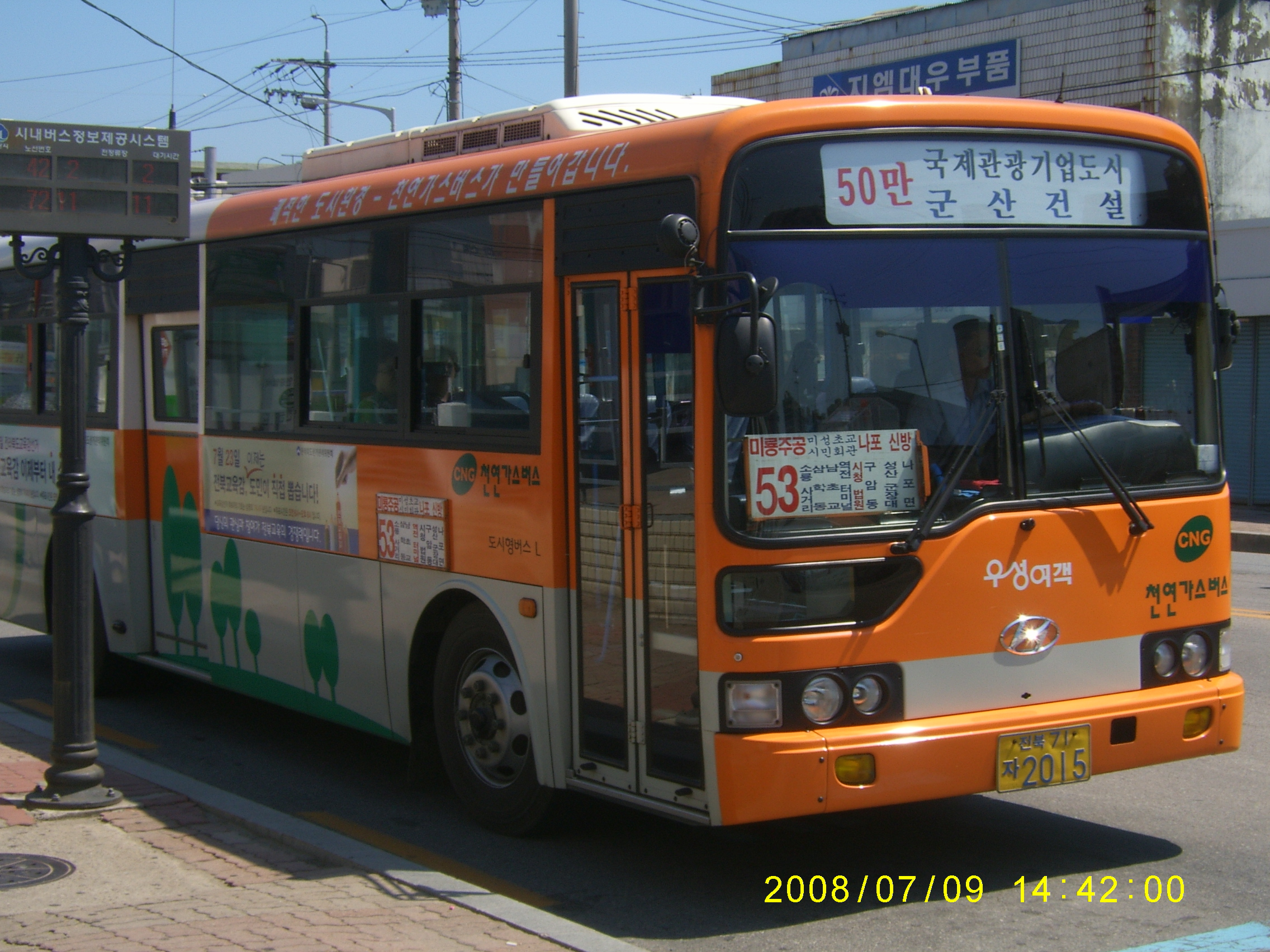
우성여객에서 과거 운행된 군산시내버스 차량으로, CNG 버스 차종이다. 해당 차량은 현재 다른 차종으로 대차하였다.

우성여객은 전북특별자치도 군산시의 시내버스 업체이며, 본사는 전북특별자치도 군산시 옥구읍 할미로 158 (옥정리)에 있다.

## 운행 노선
시내 노선과 순환 노선에는 모두 타 업체와 함께 공동 배차에 참여하고 있으며, 군산여객과 함께 1달 간격으로 순환하면서 배차에 참여하고 있다.

## 보유 차량
KGM커머셜
- 에디슨모터스 스마트 087 (10대)
- 에디슨모터스 스마트 093 (16대)
- KGM 스마트 110 (147대)
- KGM C090 (예정)

현대자동차
- 현대 쏠라티
- 현대 카운티 뉴 브리즈 (1대)
- 현대 뉴 슈퍼 에어로시티 (7대)
- 현대 저상 뉴 슈퍼 에어로시티 (14대)

## 같이 보기
- 전북고속
- 군산여객